# خورش کور
خورش کَوَر یا خورش تره (به کُردی: خۆرشتی که‌وه‌ر) یک خورش است که در منطقهٔ کرمانشاه و کردستان و مناطق کردنشین استان آذربایجان غربی پخته می‌شود. مواد اصلی تشکیل‌دهندهٔ خورش کَوَر، سبزی تره به صورت خردشده و گوشت هستند. گوشت می‌تواند قیمه‌شده یا چرخ‌کرده باشد. علاوه بر این از پیاز، رب گوجه‌فرنگی، لوبیای سفید یا چیتی و ادویه‌هایی مانند زردچوبه، نمک، فلفل سیاه و پودر لیمو در تهیهٔ خورش کَوَر استفاده می‌شود.

## طرز تهیه
پیازها خرد شده و تفت داده می‌شوند. سپس گوشت به آن اضافه می‌شود و همراه با پیاز تفت داده می‌شود. ادویه‌ها شامل زردچوبه، فلفل سیاه و پودر لیمو به آن اضافه می‌شود. پس از آنکه این مواد به خوبی تفت داده شد و رنگ گوشت تغییر کرد، لوبیای سفید که از شب قبل در آب خیسانده شده به آن اضافه می‌شود. پس از مدت کوتاهی رب گوجه فرنگی به این ترکیب اضافه شده و تفت دادن ادامه پیدا می‌کند. سپس آب خورش به آن اضافه می‌شود (خورش کَوَر به آب کمی به اندازهٔ تقریبی نیم لیتر نیاز دارد).
همزمان در تابهٔ دیگری ترهٔ خردشده تفت داده شده و سرخ می‌شود. هنگامی که آب به جوش آمد و گوشت پخته شد، ترهٔ سرخ‌شده و نمک به آن اضافه شده و به مدت یک ساعت بر روی حرارت می‌ماند تا جا بیفتد. پنج دقیقه قبل از خاموش کردن شعله، زرشک‌های شسته‌شده به خورش اضافه می‌شوند و سپس غذا قابل استفاده است.
در تهیهٔ خورش کَوَر گاه از آب لیمو یا آب غوره نیز برای ترش کردن مزهٔ خورش استفاده می‌شود. همچنین بهتر این است که این خورش با ترهٔ کوهی (کَوَر) تهیه شود که در آشپزی کردی کاربرد فراوانی دارد. استفاده از زرشک نیز اختیاری است و بنا بر سلیقه صورت می‌گیرد. لوبیای سفید یا چیتی باید از شب قبل در آب خیسانده شده و آب آن حداقل دو بار عوض شود. گاه به همراه تره از جعفری نیز استفاده می‌شود. همچنین برخی بنا به سلیقه از خلال سیب‌زمینی سرخ‌شده و گوجه‌فرنگی سرخ‌شده برای تزئین روی خورش کَوَر استفاده می‌کنند.